# Gerdberndia ferrocyaneus
Gerdberndia ferrocyaneus là một loài bọ cánh cứng trong họ Cerambycidae.